# 俱知安町
俱知安町（日语：／ Kutchan chō */?）是位於日本北海道西北部的町，隸屬後志綜合振興局，地處後志綜合振興局管轄範圍的中間位置，因此振興局的辦公室也設置於此。南邊的羊蹄山周圍位於支笏洞爺國立公園的範圍內，而新雪谷安努普利的周圍則位於新雪谷積丹小樽海岸國定公園的範圍內。町內的尻別川被認證為是日本最清澈的溪流之一，在河川上能看到鮭魚和櫻鱒逆流而上。
當地以農業為主，主要農產品為马铃薯。俱知安町設有許多滑雪場及度假村。2000年以後，以滑雪等為目的的日本國外遊客大量到訪，使俱知安町與西邊的新雪谷町和蘭越町形成「新雪谷觀光區」。
町名源自阿伊努語的「kut-san-i」、「kut-san」或「kut-sam-un-pet」，這是俱登山川的舊名，意為「從管道一樣的地方流出的河流」、「從懸崖上流出的河流」或「懸崖旁邊的河流」。

## 歷史
此地最早在1892年開始有和人進入開墾，1893年正式設立行政區劃－俱知安村，同時由虻田村戶長役場（後來的虻田町，現已合併為洞爺湖町）代為管理，直到俱知安村自己的戶長役場則是直到1896年才設立。俱知安村最初始於室蘭支廳管轄，1899年改隸屬岩內支廳管轄，1910年又隨著岩內支廳的整併隸屬後志支廳。
最初的俱知安村轄區範圍還包括現在的京極町，1906年成為北海道二級村，1910年當時俱知安村的東部被分出設立為東俱知安村（後來改名為京極村，再改制為京極町），而俱知安村在1915年成為北海道一級村，再於1916年改制為俱知安町。

## 交通

### 鐵路
- 北海道旅客鐵道
  - 函館本線：比羅夫車站 - 俱知安車站
- 過去曾有國鐵膽振線通過，但已於1986年11月1日停駛。

### 道路
| 一般國道 - 國道5號 - 國道276號 - 國道393號 | 主要地方道 - 北海道道58號俱知安新雪谷線 道道 - 北海道道271號俱知安停車場線 - 北海道道343號蘭越新雪谷俱知安線 - 北海道道478號京極俱知安線 - 北海道道631號新雪谷高原比羅夫線 |

### 巴士
- 道南巴士
- 新雪谷巴士
- 北海道中央巴士

## 觀光景點

### 觀光
- 後方羊蹄山的高山植物帶（國指定天然記念物）
- 倶知安町赤坂奴（倶知安町指定無形文化財）
- 羊蹄山
- 小川原脩記念美術館

## 教育

### 高等學校
| - 道立俱知安高等學校 （页面存档备份，存于） | - 道立俱知安農業高等學校 （页面存档备份，存于） |

### 中學校
| - 俱知安町立俱知安中學校 | - 俱知安町立東陵中學校 |

### 小學校
| - 俱知安町立俱知安小學校 （页面存档备份，存于） - 俱知安町立北陽小學校 | - 俱知安町立東小學校 （页面存档备份，存于） | - 俱知安町立西小學校 - 俱知安町立西小學校樺山分校 （页面存档备份，存于） |

## 姊妹市・友好都市

### 海外
- 聖莫里茨（瑞士）

## 本地出身之名人
- 佐藤修司：漫畫家
- 中井孝治：滑雪板選手
- 小川原脩：畫家
- 琴音：作家
- 菊池均也：俳優
- 山崎晃資：精神醫學者
- 小屋畑曉：魔術師

## 外部連結
- （中文）俱知安、新雪谷觀光指南 （页面存档备份，存于）
- （日語）俱知安町觀光協會 （页面存档备份，存于）